# 黑森州立博物馆

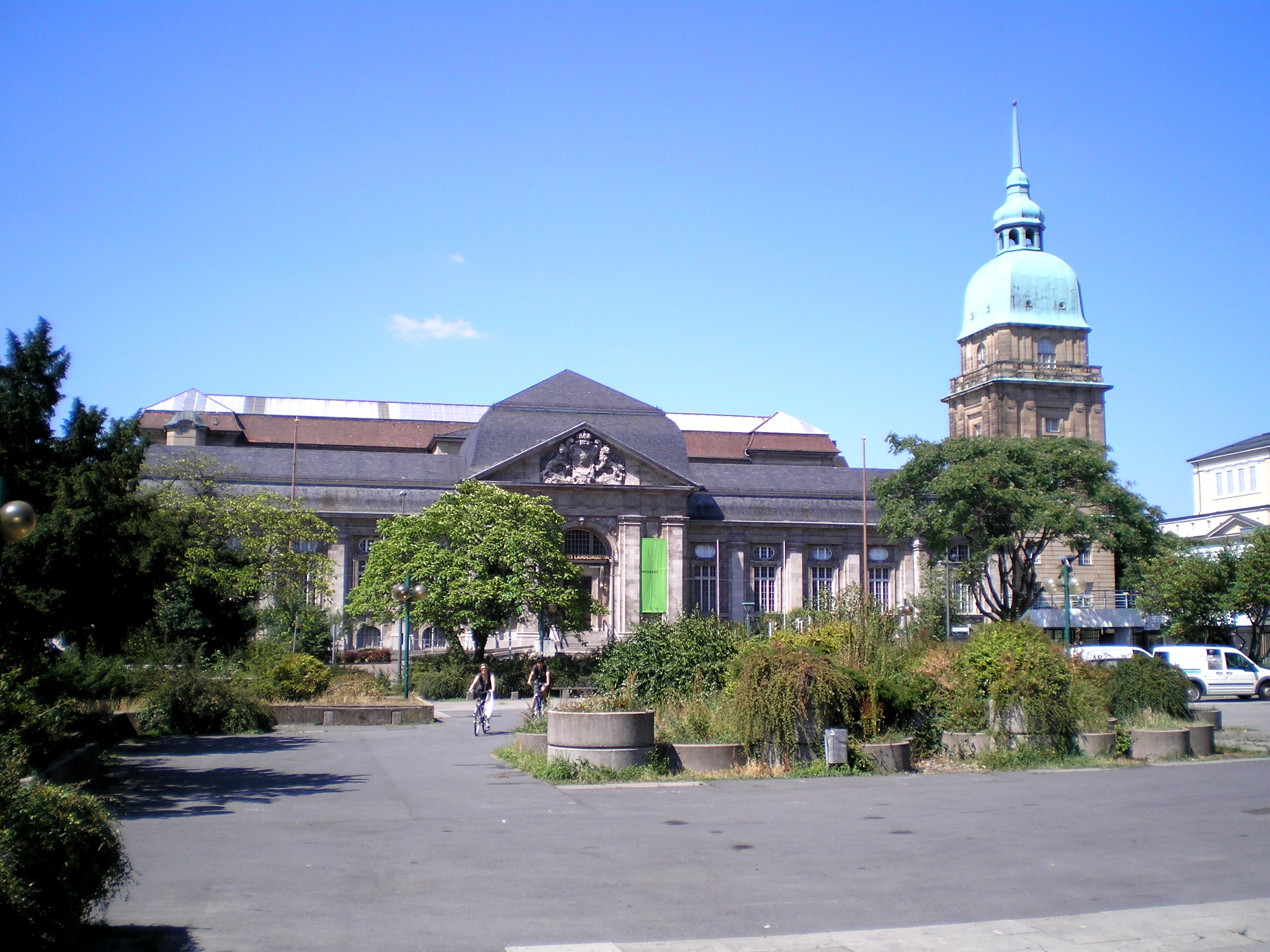
坐落于达姆施塔特的黑森州立博物馆

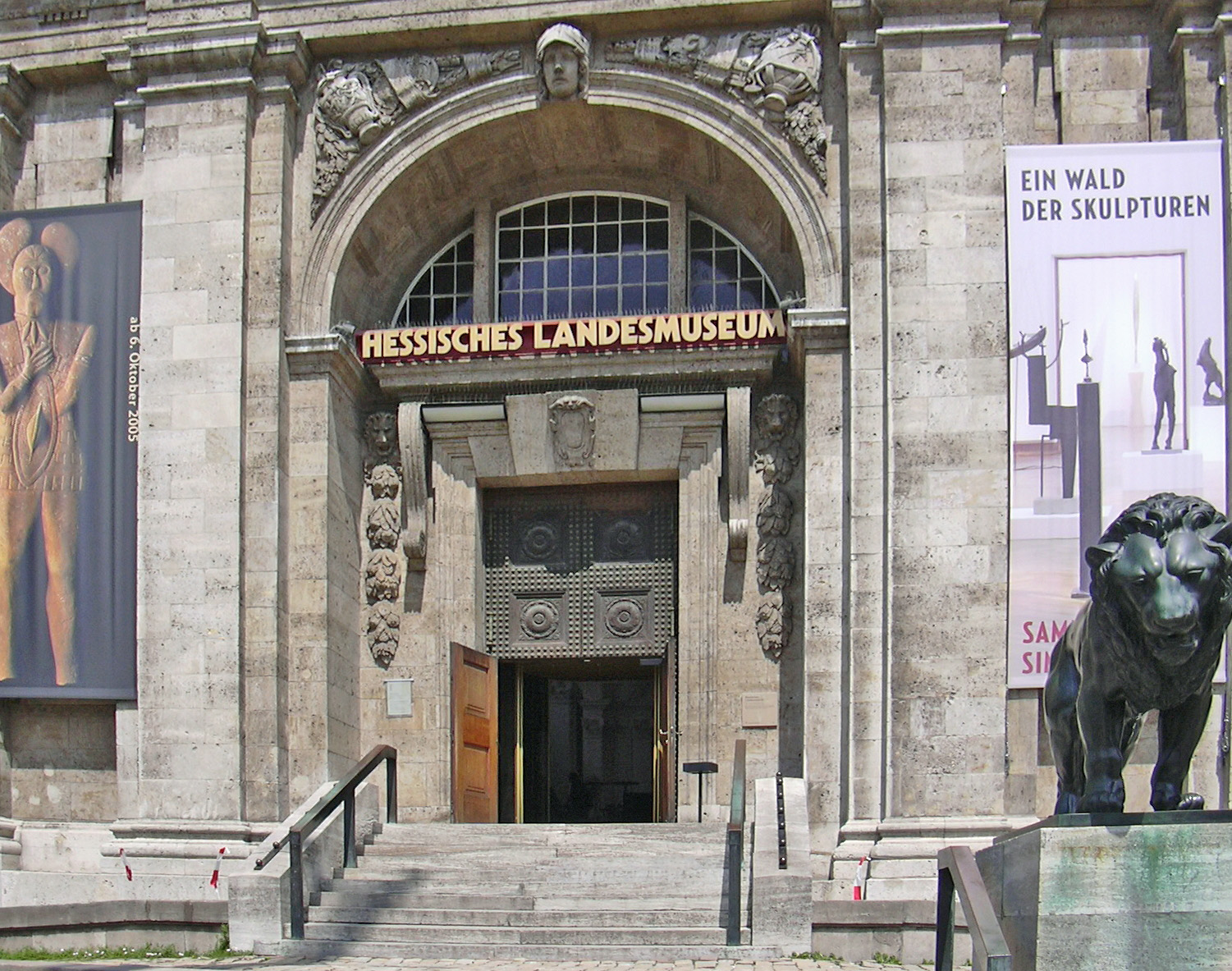
博物馆主入口

达姆施塔特黑森州立博物馆（德語：Das Hessische Landesmuseum in Darmstadt）是坐落于德国黑森州达姆施塔特市的一个综合博物馆，此馆不仅拥有丰富固定馆藏; 而且不时还会开设各种特展。 它位列德国比较大型的博物馆之一，收藏展品的门类涵盖艺术，文化以及自然历史等多个方面。
博物馆的主体建筑坐落于达姆施塔特的Friedensplatz，毗邻Karolinenplatz。经过几年的建筑翻新和相关修缮之后，自2014年9月13号开始重新面向公众开放。